# 499 a. C.
El año 499 a. C. fue un año del calendario romano prejuliano. En el Imperio romano se conocía como el Año del consulado de Ebucio y Cicurino (o menos frecuentemente, año 255 Ab urbe condita). 

## Acontecimientos

### Grecia
- Después de un ataque fallido en la isla rebelde de Naxos en 502 a. C. (en nombre de los persas), Aristágoras, para salvarse de la ira de Persia, planea una rebelión con los milesios y otros jonios. Con el ánimo de Histieo (su suegro y anterior tirano de Mileto), Aristágoras, gobernador de Mileto, induce a las ciudades jonias de Asia Menor a alzarse contra los persas, instigando así la Revuelta jónica. Comienza la primera guerra médica. Los griegos de Jonia se rebelan contra Persia, liderados por Aristágoras de Mileto. El tirano propersa de Mitilene es lapidado.
- Aristágoras busca la ayuda de Cleomenes I, el rey de Esparta, pero los espartanos no desean responder.
- Milcíades el Joven, gobernante del Quersoneso tracio, que ha estado bajo soberanía persa desde aproximadamente el año 514 a. C., se une a la revuelta jonia. Toma a los persas las islas de Lemnos e Imbros.
- Una escuadra ateniense de 20 naves y 5 trirremes de Eretria van en socorro de la rebelión de Mileto.
- Las ciudades jonias de Asia Menor, lideradas por Mileto, inician una sublevación contra la dominación persa; concluye en 491 a. C. con la completa destrucción de Mileto.[1]

### Roma
- El dictador romano Aulo Postumio derrota en el Lago Regilo a una coalición de latinos. La fecha es aproximada, ya que se ha datado también en los años 509 a. C., 496 a. C. o 493 a. C., entre otros.
- Publicación de las leyes Valerio-Horacias por las cuales las decisiones de los “concilia plebis” se conformaron como obligatorias para todos, tanto plebeyos como patricios.